# Anna Mironovna Leepa
Anna Mironovna Leepa, född Lifshits 1881, död 1926, var en aktivist för det judiskt socialistiska partiet Bund, och framförallt bekant för sin verksamhet i Köpenhamn på 1910-talet. 

## Biografi
Leepa föddes 1881 i shtetln Kelmè, nuvarande Litauen, men då en del av det Ryssland. Förutom sitt modersmål jiddisch lärde hon sig tidigt ryska och tyska. Hon och hennes syster Ester reste 1897 till Bern för att studera. Det var också där de båda kom i kontakt med och började arbeta för Bund. Hon reste sedan tillbaka till Ryssland för att delta i Bunds underjordiska arbete. Hon kom till Vilna runt år 1901. Där undervisade hon en tid i språk och mötte sin förste man, Arye Brumberg. De gifte sig men äktenskapet varade bara en kort tid; hon hette nu Anna Brumberg.
Sedan följde en period i hennes liv där hon, tidvis också i sällskap med sin syster, åkte runt i den polska delen av det ryska riket och agiterade. Av sin samtid beskrevs hon som en duktig och engagerande talare. Men tsarens hemliga polis hade ögonen på henne och de andra aktivisterna i Bund. I samband med ett möte i Łódź 1903 uppstod ett större tumult. Ett hundratal personer arresterades, däribland de två systrarna. Systern Ester avled sedermera i sviterna av den hårda behandling hon fick utstå i fängelset. Leepa släpptes fri mot borgen och fortsatte sitt politiska arbete. Efter revolutionen i Ryssland år 1905  var hon mycket aktiv i staden Odessa, speciellt vid händelserna kring matrosernas myteri på pansarkryssaren Potemkin, där hon kanske var den mest bejublade talaren på de massmöten som hölls.
Efter den misslyckade revolutionen fortsatte hon sitt agiterande arbete för Bund. Men 1909 greps hon igen, fängslades och förvisades därefter till sin hem-shtetl. Året därpå, 1910, var hon inbjuden som en av fyra delegater från Bund till Andra Internationalens kongress i Köpenhamn. Här började ett nytt skede i hennes liv när hon lämnade Ryssland för att sedan inte återvända. Hon blev kvar i Danmark det kommande decenniet och kallar sig nu för Anna Mironovna. I Köpenhamn agiterade hon delvis i en hemtam miljö eftersom staden på kort tid fått ta emot många rysk-judiska flyktingar från Ryssland. Här fanns även en lokal avdelning av Bund, en avdelning som hon också under en tid blir ledare för. I Köpenhamn mötte hon Martin Leepa, bördig från Lettland. De gifte sig 1914 och fick två söner. Nu kallade hon sig också stundtals Anna Leepa. För att inte så lätt kunna spåras av myndigheterna växlade hon mellan sin olika efternamn vid olika tillfällen; ibland gick hon också under namnet Främländer. Hon fortsatte i Danmark sitt arbete för Bund och kämpade för en förändring av Ryssland.
Dock blev den ryska revolutionen 1918 en skiljeväg för Anna Leepa som aktivist. Hon höll inte med Lenin och bolsjevikerna utan menade i stället att en socialistisk evolution med reformer vore att föredra. När hon, och hennes man, sedan offentligt kritiserade den nya ryska ledningen för odemokratiska metoder, stöld och tyranni, så fick de utstå mycket spott och spe från tidigare kamrater. Hon tillhörde den minoritet inom Bund som inte valde att gå med kommunisterna efter att Bund formellt hade upplösts.
År 1920 utvandrade hon och familjen till Riga i Lettland. Hon engagerade sig där i det socialdemokratiska partiet och en del kulturellt arbete. Hon avled 1926 av komplikationerna efter en olycka under en tågresa.